# Đại sứ quán Việt Nam tại Tanzania
Đại sứ quán nước Cộng hòa xã hội chủ nghĩa Việt Nam tại Dar es Salaam là cơ quan đại diện ngoại giao chính thức của nước Cộng hòa Xã hội chủ nghĩa Việt Nam tại Tanzania.

## Nhiệm kỳ
Các Đại sứ Đặc mệnh toàn quyền tại Tanzania kiêm nhiệm Kenya, Ethiopia, Rwanda, Uganda, Somalia, Burundi và kiêm Đại diện của Việt Nam tại Liên minh Châu Phi.
- Võ Thành Nam ( – 2017)[2]
- Nguyễn Kim Doanh (2017 – 2024)[3][4]
- Vũ Thanh Huyền (2024 – )[5][6]